# Godzilla vs. Kong
Godzilla vs. Kong è un film del 2021 diretto da Adam Wingard.
Il film è il sequel dei film Godzilla (2014) Kong: Skull Island (2017) e Godzilla II - King of the Monsters (2019) ed è il quarto capitolo del MonsterVerse, nonché il trentaseiesimo film su Godzilla e il dodicesimo su King Kong. È interpretato da Alexander Skarsgård, Millie Bobby Brown, Rebecca Hall, Brian Tyree Henry, Shun Oguri, Eiza González, Julian Dennison, Kyle Chandler e Demián Bichir.
Il film è stato distribuito internazionalmente dal 24 marzo 2021, mentre negli Stati Uniti dal 31 marzo è uscito in contemporanea nelle sale cinematografiche e in streaming su HBO Max a causa della pandemia di COVID-19. Per lo stesso motivo, in Italia il film è uscito su tutte le principali piattaforme digitali il 6 maggio 2021, mentre dall'8 luglio è stato distribuito nei cinema italiani. Ha ricevuto recensioni positive dalla critica, e ha segnato il miglior debutto cinematografico al box-office per un film uscito durante la pandemia. È anche diventato il prodotto più visto di sempre su HBO Max.
Un sequel intitolato Godzilla e Kong - Il nuovo impero (Godzilla x Kong: The New Empire) è uscito in Italia il 28 marzo 2024.

## Trama
2 anni dopo la sconfitta di King Ghidorah ad opera di Godzilla, Kong è tenuto sotto osservazione dalla Monarch su Skull Island tramite un'enorme cupola tecnologica che replica il suo habitat. Percepisce che la vera Skull Island è stata distrutta da una tempesta dell'isola provocata da King Ghidorah. Gli unici animali salvati sono Kong stesso, dei Leafwings e dei cervi di Skull Island. A capo della struttura si trova la primatologa Ilene Andrews, madre adottiva di Jia, una bambina sorda ed ultima nativa Iwi dell'isola che comunica con Kong tramite la lingua dei segni.
Nel frattempo, Godzilla attacca inspiegabilmente una sede della Apex Cybernetics a Pensacola, in Florida. Nonostante il dottor Mark Russell, ora direttore della Monarch, ritenga che il titano sia diventato ostile, sua figlia Madison pensa invece che ci sia qualcosa che lo stia provocando. Così decide di recarsi insieme al suo amico Josh a trovare Bernie Hayes, un complottista ed ex impiegato della Apex che è entrato in possesso di informazioni compromettenti riguardo alla compagnia.
L'amministratore delegato della Apex Walter Simmons e il suo ingegnere Ren Serizawa reclutano il geologo Nathan Lind, ex scienziato della Monarch che per primo aveva sviluppato una teoria sulla Terra Cava come luogo d'origine di tutti i titani, perché guidi una spedizione alla ricerca di una misteriosa fonte di energia. Nathan inizialmente esita a prendere parte alla missione, poiché suo fratello è morto tempo prima durante una spedizione nella Terra Cava a causa di un forte effetto di inversione gravitazionale. Tuttavia accetta quando scopre che la Apex ha sviluppato gli HEAV (acronimo di Hollow Earth Aerial Vehicle), delle speciali navette dotate di tecnologia anti-gravitazionale che permetterebbero di recarsi nella Terra Cava senza correre rischi. Nathan ha un'idea, usare un titano come guida nella Terra Cava.
Nathan contatta Ilene affinché permetta a Kong di lasciare la cupola che ricrea l'ambiente di Skull Island e fare da guida attraverso la Terra Cava, dove forse il grosso primate potrebbe trovare una nuova casa. Nathan, Ilene, Jia e un team della Apex guidato da Maia Simmons figlia di Walter,  si imbarcano così su una grande nave scortata dalla U.S. Navy insieme ad un Kong sedato e incatenato verso una base della Monarch in Antartide. Godzilla percepisce la presenza di Kong come quella di un titano rivale nel suo territorio e attacca la nave. I due combattono sopra un porta aerei e il re dei mostri mette Kong al tappeto e, credendolo morto, si ritira. Per non attirare nuovamente l'attenzione di Godzilla, Kong viene trasportato fino in Antartide da numerosi elicotteri, per poi recarsi nella Terra Cava sotto indicazione di Jia, seguito dalla squadra a bordo degli HEAV.
Madison e Josh trovano Bernie, e insieme iniziano le indagini che li portano ad una base della Apex ad Hong Kong dopo essere saliti su una capsula di spedizione con uova di Strisciateschi, dove scoprono l'esistenza di un gigantesco robot con le sembianze di Godzilla, che verrà soprannominato da Josh: MechaGodzilla. La costruzione del mecha è stata voluta da Simmons, convinto che i titani siano una minaccia e che vadano sterminati, e progettata da Ren Serizawa, che lo controlla telepaticamente tramite un collegamento neurale sviluppato a partire dal sistema nervoso della testa che Godzilla aveva strappato a Ghidorah durante il loro scontro al largo delle coste di Isla de Mara. Erano quindi i continui test della Apex a causare gli attacchi di Godzilla. Nonostante la sua immane potenza (grazie al quale uccide uno Strisciateschi, dato che alcuni Strisciateschi sono stati catturati dalla Apex e vengono utilizzati come cavie per i test di MechaGodzilla), il robot consuma velocemente le energie, problema a cui Walter intende ovviare grazie alla fonte d'energia della Terra Cava.
Nell'ecosistema sotterraneo, Kong esplora la Terra Cava, dove ci sono i Leafwings, ma anche nuove creature come i Warbat, enormi serpenti alati carnivori. Qui Kong affronta e uccide due esemplari. In questo mondo si trovano anche i Rock Citters, creature piccole simili a granchi con un guscio di pietra, e le lucertole della Terra Cava che sono lucertole giganti che mangiano i Rock Citters. Kong e la Apex trovano un antico tempio dedicato alla specie di Kong e una grande ascia ricavata da una placca dorsale di un antenato di Godzilla nello scheletro di un titano, e in grado di caricarsi della sua energia. Rilevata la fonte, Maia provede ad inviarne i dati dell'impronta energetica alla base di Hong Kong con un ragno robot. Ilene tenta di opporsi, trovandosi però con i fucili puntati contro dai soldati di Maia. Avvertendo sia l'ennesima attivazione di MechaGodzilla che il ritrovamento dell'ascia da parte di Kong, Godzilla si reca a Hong Kong per poi dirigere il suo fiato atomico verso il terreno e colpire Kong nella Terra Cava. Nel caos che ne segue, con i Hellwaks, creature che sembrano un incrocio tra falchi e pipistrelli, Maia e la sua squadra tentano di scappare, perfino sparando a Kong, ma la loro navetta viene distrutta dal gorilla. Nathan, Ilene, Jia e Kong risalgono in superficie, dove quest'ultimo e Godzilla ingaggiano una battaglia finale. Nonostante un'iniziale situazione di equilibrio, alla fine è Godzilla a sovrastare Kong; avendo sconfitto il suo rivale e ristabilito la sua supremazia, Godzilla si ritira e lascia in fin di vita Kong come segno di rispetto, e il gorilla perde conoscenza.
Madison, Josh e Bernie vengono catturati dalla sicurezza della Apex. Nonostante le preoccupazioni di Ren riguardo all'instabilità della fonte di energia, Walter gli ordina di attivare il mecha. Tuttavia, l'energia sprigionata è così forte che la coscienza di Ghidorah prende vita e ha il sopravvento sul mecha, che uccide Simmons e Ren e fugge dal contenimento, iniziando a distruggere Hong Kong. Godzilla combatte contro MechaGodzilla, ma essendo già stremato dallo scontro con Kong, viene facilmente sopraffatto dalla sua nemesi reincarnata. Nathan intanto riesce a rianimare Kong facendo esplodere l'ultimo HEAV sul suo petto, mentre Jia lo convince ad aiutare Godzilla. Mentre i due titani combattono contro il Mecha, Josh riesce a mandarlo momentaneamente in cortocircuito danneggiando il terminale di controllo del robot. Ciò permette a Godzilla di caricare col suo fiato atomico l'ascia di Kong, con cui quest'ultimo distrugge e decapita MechaGodzilla, uccidendo quindi definitivamente anche King Ghidorah. Madison si riunisce a suo padre insieme a Josh e Bernie, mentre Godzilla e Kong, dopo essersi scambiati uno sguardo, decidono di porre fine al loro conflitto e se ne vanno per la loro strada.
Poco tempo dopo, la Monarch ha stabilito un nuovo avamposto nella Terra Cava, ora casa di Kong, e vi hanno trasferito i Leafwings e i cervi di Skull Island.

## Personaggi
- Alexander Skarsgård: Nathan Lind un geologo che lavora a stretto contatto con Kong. Skarsgård ha descritto il suo personaggio come un eroe riluttante "né coraggioso né molto forte; non è un ex-marine o un leader carismatico. È molto nervoso, spesso a disagio ed è gettato contro la sua volontà in questo mondo allo sbando che non è pronto ad affrontare".[5][6]
- Millie Bobby Brown: Madison Russell, figlia di Mark Russell. Mentre Godzilla e Kong si mettono a dura prova, Madison si mette in viaggio per decidere con chi alla fine dovrà schierarsi.[7] Madison crede che ci sia una ragione per il comportamento irregolare di Godzilla, sospettando una cospirazione operata dalla Apex Corporation. Procede così ad indagare assieme a Josh Valentine e Bernie Hayes. Brown ha descritto il film come una storia di formazione per Madison, osservando che il personaggio è cresciuto e diventato più indipendente dagli eventi del film precedente, affermando: "La sua trama si è decisamente evoluta notevolmente nel modo in cui affronta le cose, il suo atteggiamento nei confronti della vita, quanto è più forte una persona". Il produttore Alex Garcia ha descritto Madison come "la sostenitrice di Godzilla in questo film" che cerca di "rivendicare" Godzilla e le sue ragioni.[8]
- Rebecca Hall: Ilene Andrews. Hall ha descritto la sua partecipazione come "travolgente" poiché il film è stato il suo primo progetto dopo una gravidanza, ma ha trovato l'esperienza "elettrizzante".[9]
- Brian Tyree Henry: Bernie Hayes, un ex tecnico della Apex che aiuta Madison e Josh a smascherare la società. Henry ha descritto il personaggio come un "pazzo" con un livello di "cuore" e "lealtà". Henry ha anche notato che la tragica morte della moglie di Bernie ha plasmato il personaggio per diventare un teorico della cospirazione: "il suo obiettivo è usare gli strumenti a sua disposizione per portare la verità alle persone. Mi riferisco sempre a Bernie come Anonymous. Riesce a vedere le ingiustizie, ma nessuno lo ascolta veramente". A causa della natura protettiva di Bernie nei confronti di Madison e Josh, Henry lo ha paragonato scherzosamente a Brienne di Tarth.[10]
- Shun Oguri: Ren Serizawa, uno scienziato dell'Apex e figlio del dottor Ishiro Serizawa, morto nel film precedente. Oguri ha descritto l'obiettivo di Ren come "cercare di proteggere la Terra", ma che i mezzi da lui usati per raggiungere il suo scopo differiscono da quelli di "tutti gli altri e di suo padre". Oguri ha anche notato che Ren in qualche modo ha seguito le orme di suo padre, ma che crede di non essere stato ascoltato da quest'ultimo.[8]
- Eiza González: Maia Simmons. González ha descritto il suo personaggio come una "donna molto intelligente dietro un'azienda".[11]
- Julian Dennison: Josh Valentine, un amico di Madison che aiuta lei e Bernie a indagare sulla fonte del comportamento anomalo di Godzilla. Dennison ha descritto il suo personaggio come un nerd e unico amico di Madison. Lo ha anche definito "il realista nel duo", affermando che "in un certo senso dice Oh, non dovremmo farlo perché moriremo, e lei: No, andrà tutto bene. Quindi, penso che suonino molto bene. E sono un ottimo mix di pura follia".[8] Dennison provò assieme a Brown delle scene di Romeo e Giulietta.[8]
- Kyle Chandler: Dr. Mark Russell, padre di Madison e un esperto antrozoologo.
- Demián Bichir: Walter Simmons, padre di Maia Simmons e fondatore e CEO della Apex Cybernetics, un'organizzazione tecnologica col compito di risolvere il "problema dei Titani" sulla Terra. Walter è un imprenditore visionario e miliardario che vuole aiutare l'umanità e rendere il mondo un posto più sicuro, ma si scontra con la Monarch per le loro idee diverse su ciò cosa sia meglio per l'umanità. Il produttore Alex Garcia ha detto che Walter "è salito a un posto nelle sedi del potere, e vuole aiutare ad arginare e fermare la follia e la distruzione". Garcia ha anche affermato che Walter non è necessariamente un cattivo o un personaggio machiavellico, ma "un personaggio molto complesso che crede di fare la cosa giusta. E potrebbe esserlo, ma è qui che entra in gioco il mistero al centro del film."[12]
- Kaylee Hottle: Jia, una bambina sorda appartenente alla tribù Iwi, nativa dell'Isola del Teschio, con un forte legame con Kong.

Inoltre, Lance Reddick interpreta il direttore della Monarch, Hakeem Kae-Kazim appare come l'ammiraglio Wilcox, e Benjamin Rigby come un operatore Sonar. Ronny Chieng, Chris Chalk e John Pirrucello compaiono rispettivamente nei ruoli di Jay Wayne, Ben, e Horace. Zhang Ziyi e Jessica Henwick vennero scritturati per la pellicola, ma non compaiono nel film finale; Ziyi avrebbe dovuto riprendere il ruolo di Ilene Chen da Godzilla II - King of the Monsters.

## Produzione

### Sviluppo

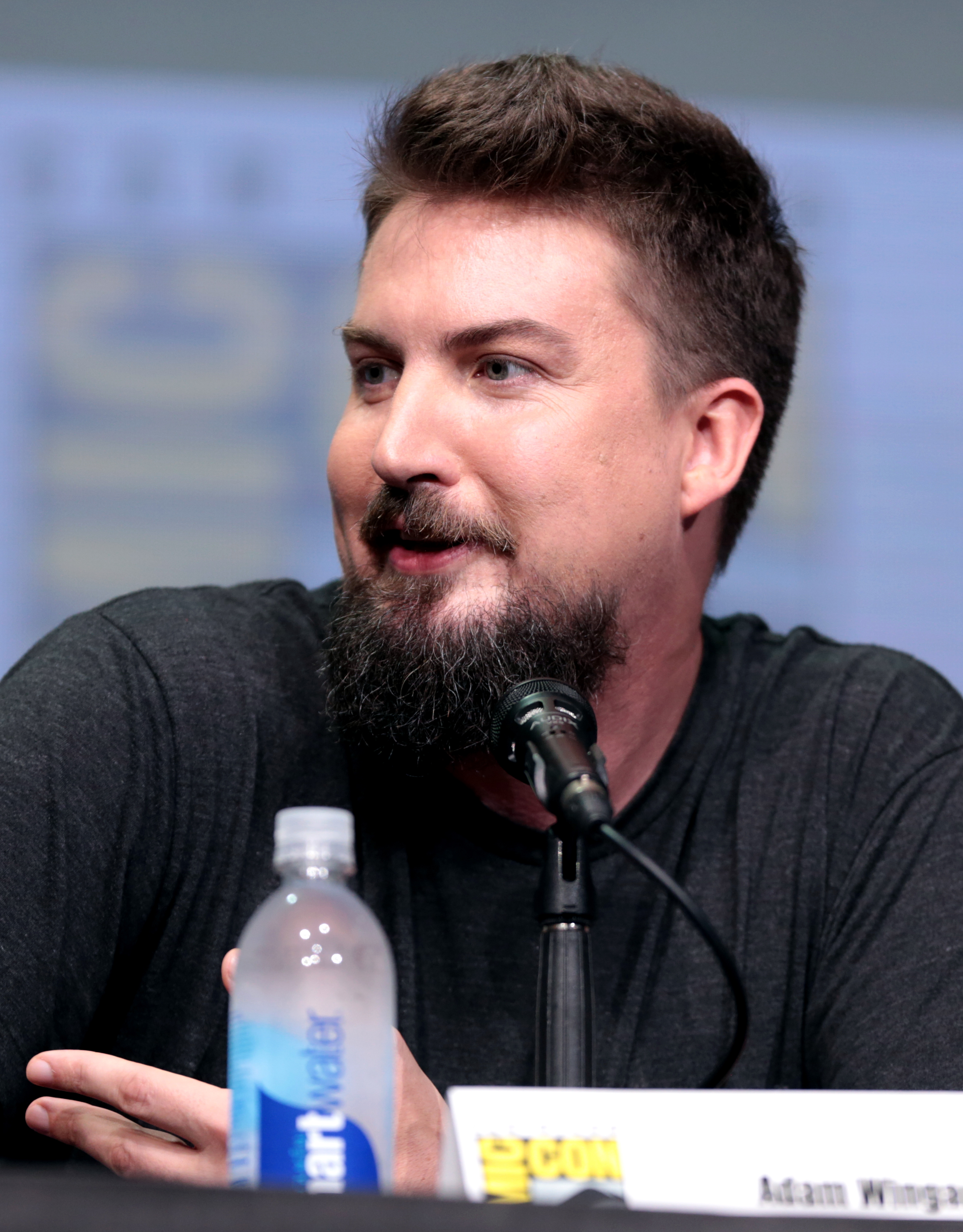
Il regista Adam Wingard

Nel settembre 2015, Legendary spostò la distribuzione di Kong: Skull Island dalla Universal Pictures alla Warner Bros., il che portò alla speculazione dei media secondo cui Godzilla e King Kong sarebbero apparsi in un film assieme. Nell'ottobre 2015, Legendary ha confermato che avrebbero unito Godzilla e King Kong in Godzilla vs Kong, all'epoca previsto ad uscire il 29 maggio 2020. I piani della Legendary mirano a creare un franchise e universo cinematografico condiviso intitolato Monsterverse, incentrato su Monarch che "riunisce i Godzilla e King Kong della Legendary in un ecosistema di altre super specie giganti, sia classiche che nuove".
Il produttore Alex Garcia confermò che il film non sarebbe stato un remake di Il trionfo di King Kong (King Kong vs. Godzilla; 1962). Nel maggio 2017, Warner Bros. annunciò che il film sarebbe stato distribuito il 29 maggio 2020, per poi anticiparla al 22 maggio. Nello stesso mese, Adam Wingard fu annunciato come regista. Wingard era stato precedente considerato per dirigere il sequel mai realizzato del film King Kong (2005) di Peter Jackson.
Nel luglio 2017, Wingard ha affermato: "Andremo in grande dettaglio attraverso tutti i personaggi, gli archi che hanno, come si relazionano tra loro e, soprattutto, come si relazionano i mostri e come i mostri si relazionano con loro o li riflettono". Nell'agosto 2017, Wingard ha parlato del suo approccio ai mostri, affermando:
()
Wingard ha inoltre espresso il desiderio di dare al film un vincitore definito, affermando:
()
Wingard confermò anche che il film sarebbe stato collegato a Godzilla II - King of the Monsters, ambientato in tempi moderni e caratterizzato da un "Kong più robusto, un po' più anziano".
Il budget del film è stato tra i $160 milioni e i $200 milioni.

### Sceneggiatura

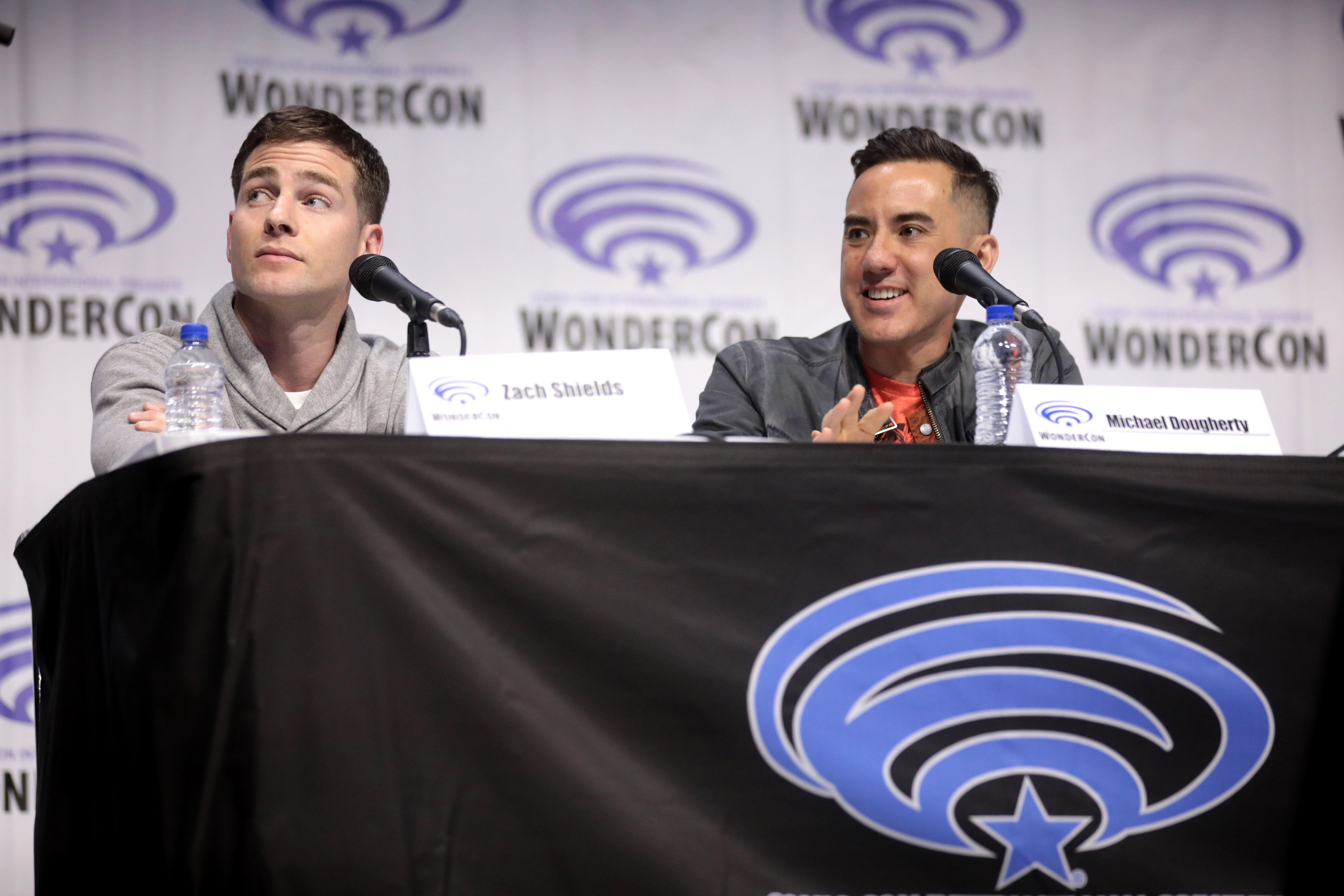
Zach Shields e Michael Dougherty

Legendary riunì gli sceneggiatori per Godzilla vs. Kong nel marzo 2017. Il gruppo, guidato da Terry Rossio (che aveva co-scritto una sceneggiatura poi non prodotta per Godzilla del 1998) è composto da Patrick McKay, JD Payne, Lindsey Beer, Cat Vasko, TS Nowlin, Jack Paglen e J. Michael Straczynski. Sulla sua esperienza nella stanza degli sceneggiatori, Rossio dichiarò: "Godzilla vs. Kong è stata la mia prima esperienza nella gestione della stanza di uno sceneggiatore, ed è stato fantastico. È stato fantastico leggere campioni, incontrare diversi scrittori e creare una storia in un ambiente di gruppo. Sembrava simile all'animazione, in cui il film è in lavorazione sui muri, e il risultato finale è migliore di quello che una persona potrebbe realizzare da sola".
Michael Dougherty e Zach Shields, regista e co-sceneggiatore di Godzilla II - King of the Monsters, hanno riscritto la sceneggiatura per riportare alcune tematiche del film precedente e per sviluppare correttamente i personaggi. Dougherty ha dichiarato che Kong è "un po' vicino all'uomo - è un primate come noi - ha il permesso di mostrare una gamma leggermente più ampia di emozioni. Attendiamo questi momenti di connessione davvero unici tra Kong e gli esseri umani, che risalgono al 1933, dove non è mai stato un vero mostro; c'era sempre un lato molto umano nel suo modo d'interagire con noi, è stata una gioia scriverlo". Dougherty ha poi spiegato quanto sia inusuale per Godzilla mostrare il suo lato più dolce come Kong: "Con Godzilla non è previsto. Questo non vuol dire che si può fare ma qualsiasi tipo di legame tra Godzilla e gli umani è stato solitamente più implicito. Raramente riesci a vedere il lato più morbido di Godzilla. Come con Kong, è una parte essenziale del personaggio: se realizzi un film su Kong in cui non si vede il lato più tenero del personaggio non è all'altezza".

### Cast
Nel giugno 2017, è stato annunciato che Ziyi Zhang si era unita alla lavorazione del MonsterVerse per la Legendary, con un ruolo definito "fondamentale" sia per Godzilla II - King of the Monsters e Godzilla vs. Kong. Nel giugno 2018, Julian Dennison è stato scelto come membro del cast principale insieme a Van Marten, mentre Millie Bobby Brown e Kyle Chandler avrebbero ripreso i loro ruoli precedenti da Godzilla II - King of the Monsters. Nel luglio 2018, è stato rivelato che Danai Gurira era nei primi colloqui per unirsi al cast del film. Nell'ottobre 2018, Brian Tyree Henry, Demián Bichir, Alexander Skarsgård, Eiza González, e Rebecca Hall sono stati aggiunti al cast. Nel novembre 2018, Jessica Henwick, Shun Oguri, e Lance Reddick sono stati scritturati, con Oguri nel suo debutto a Hollywood.

### Riprese

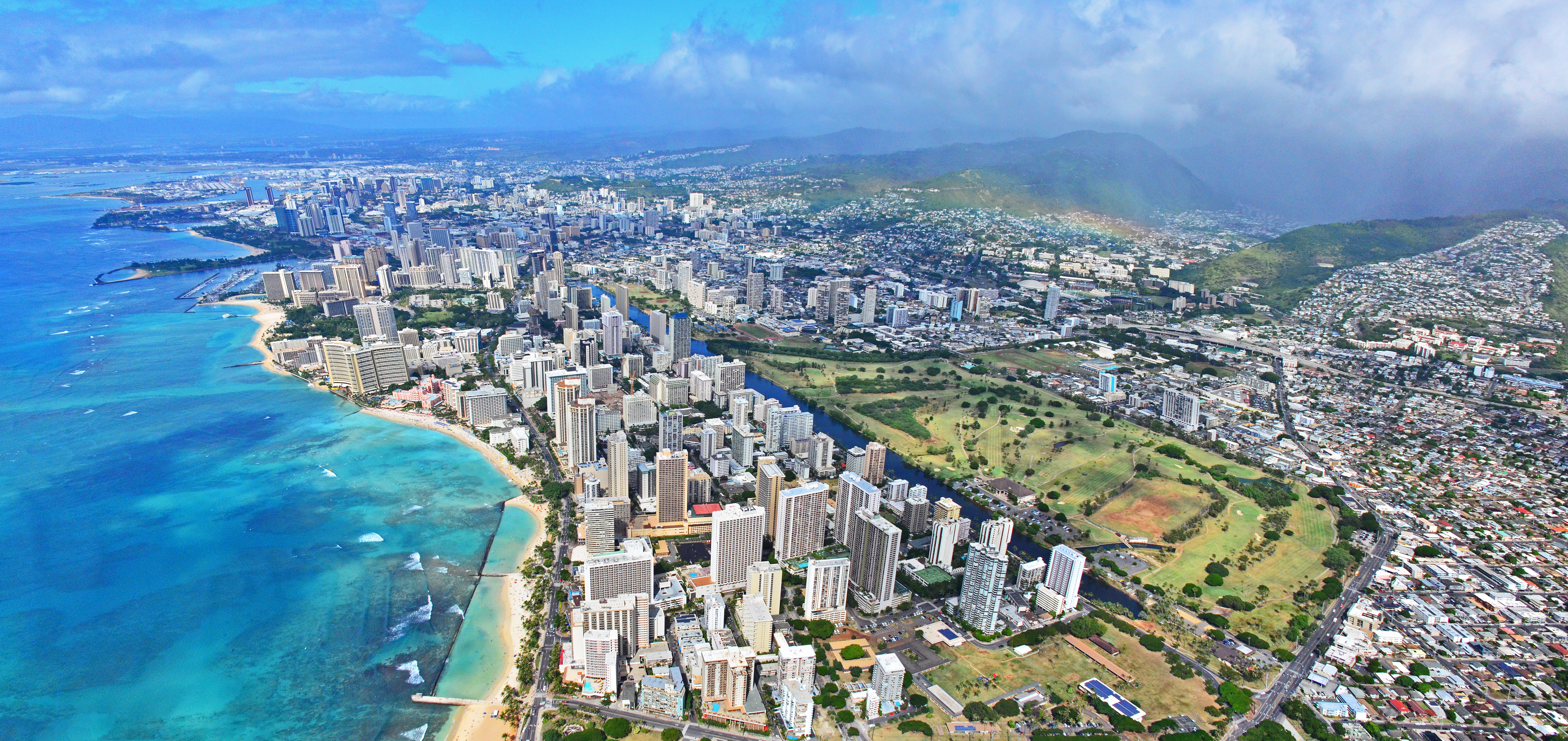
Honolulu, Hawaii, dove è avvenuta parte delle riprese.

La fotografia principale è iniziata il 12 novembre 2018 alle Hawaii e in Australia, e si è conclusa a febbraio 2019 con il titolo provvisorio Apex. La produzione inizialmente doveva iniziare il 1º ottobre 2018. Per le riprese alle Hawaii, l'equipaggio ha filmato sulla USS Missouri, alle cascate Manoa e nel centro di Honolulu. L'equipaggio stabilì un accampamento sull'autostrada Kalanianaole, che era stata chiusa fino al 21 novembre. Nel gennaio 2019, le riprese si sono svolte a nel Queensland, ai Village Roadshow Studios, per altre 26 settimane.
Le location delle riprese in Australia includevano la Miami State High School e parti di Brisbane, come il sobborgo di Newstead, il Chinatown Mall nella Fortitude Valley e il Wickham Terrace Car Park. Nell'aprile 2019, Wingard ha confermato via Instagram che le riprese in Australia erano terminate. Nello stesso mese, Wingard rivelò che Hong Kong era una delle location finali delle riprese e che la fotografia principale si era conclusa.

## Colonna sonora

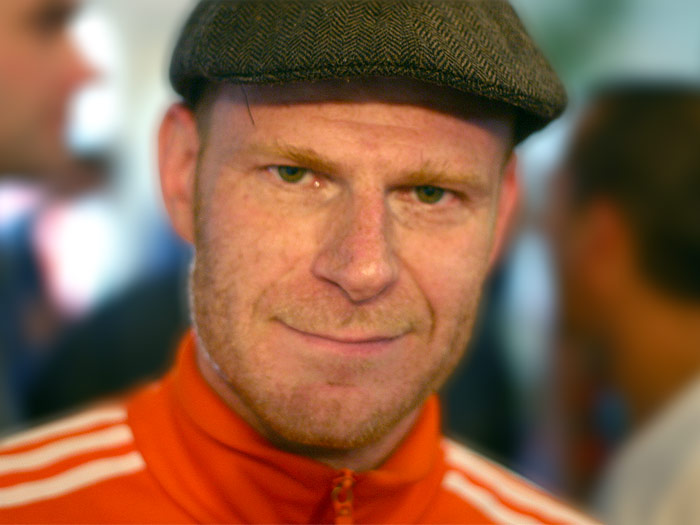
Il compositore Tom Holkenborg

A giugno 2020, Tom Holkenborg (in arte Junkie XL) è stato annunciato come compositore del film. Adam Wingard ha incontrato Holkenborg nel 2018, il quale ha ammesso di aver scritto anni prima musica per Godzilla in modo ricreativo, poiché Holkenborg era un fan del personaggio. Wingard dichiarò di essersi "totalmente innamorato" del lavoro svolto. Holkenborg richiese una grancassa di circa tre metri di diametro, ma il costruttore è stato in grado di ridimensionarla solo a otto piedi (2,4 metri). Come per i precedenti trailer di Godzilla e Godzilla II - King of the Monsters, nel trailer di Godzilla vs. Kong è stato utilizzato "Requiem" di György Ligeti, e in seguito da "Here We Go" di Chris Classic. La colonna sonora è stata pubblicata da WaterTower Music il 26 marzo 2021.

### Tracce
Godzilla vs. Kong: Original Motion Picture Soundtrack:
1. Pensacola, Florida (Godzilla Theme)
2. Skull Island (Kong Theme)
3. Apex Cybernetics
4. A New Language
5. Just Now
6. Tasman Sea
7. Through There
8. Antarctica
9. Hollow Earth
10. The Throne
11. Lunch
12. Nuclear Blast
13. The Royal Axe
14. Mega
15. Hong Kong

## Promozione
(Tagline del film)
Il 30 maggio 2019 è stato mostrato il primo poster promozionale alla Licensing Expo. Il 17 giugno 2019, la Warner Bros. ha proiettato qualche scena del film agli espositori europei di CineEurope. Nel dicembre 2019, una breve clip del film è stata proiettata al Comic Con Experience, e successivamente trapelata online. Nel febbraio 2020, Toho e Legendary hanno annunciato una serie a fumetti, due graphic novel prequel (una narrata dal punto di vista di Godzilla e un'altra da quello di Kong), un libro illustrato dedicato a Kong indirizzato ad un pubblico giovanile, e un libro con gli artwork del film. Successivamente annunciarono la partnership con Playmates Toys, Bioworld, Rubies, Funko, 60Out, e Virtual Reality Company per la realizzazione del merchandising del film.
Nell'aprile 2020, sono trapelate online delle immagini con i giocattoli promozionali del film, rivelando diverse forme di Godzilla e Kong, e un nuovo mostro chiamato Nozuki. A luglio 2020 vengono rese note le immagini delle confezioni dei giocattoli di Playmates. A dicembre 2020, durante il Comic Con Experience sono state proiettate altre brevi clip del film. A gennaio 2021, un breve filmato del film è stato incluso in un'anteprima per HBO Max.
Il 21 gennaio 2021 è stato diffuso il primo poster del film, mentre il primo trailer è uscito il 24 gennaio. Quest'ultimo ha segnato il miglior debutto per un trailer della Warner, totalizzando oltre 25,6 milioni di visualizzazioni su YouTube in 24 ore: 15,8 milioni dal canale di Warner Bros. e 9,8 milioni dai canali secondari dello studio.

## Distribuzione

### Cinema e streaming
Godzilla vs. Kong è uscito negli Stati Uniti simultaneamente nelle sale cinematografiche e su HBO Max il 31 marzo 2021, mentre in alcuni paesi d'Europa e in cui HBO Max non è disponibile è stato distribuito nelle sale il 24 o 25 marzo. In Italia, a causa della chiusura dei cinema imposta dalle restrizioni per la pandemia di COVID-19, il film è stato distribuito il 6 maggio 2021 in esclusiva digitale su tutte le principali piattaforme streaming; a seguito della riapertura delle sale, il film è uscito anche nei cinema italiani dall'8 luglio 2021. È stato distribuito internazionalmente nei cinema dalla Warner Bros. Pictures, eccetto in Giappone dove è stato distribuito dalla Toho il 14 maggio 2021, mentre WarnerMedia lo ha reso disponibile per un mese su HBO Max negli Stati Uniti.
La data di uscita del film venne modificata numerose volte. Inizialmente doveva essere distribuito a maggio 2020, poi è stato anticipato a marzo 2020 e successivamente spostato a novembre 2020, per poi essere ulteriormente rinviato a maggio 2021 a causa della pandemia di COVID-19, prima della decisione di distribuirlo in contemporanea nelle sale cinematografiche statunitensi e sulla piattaforma streaming in HBO Max a partire dal 26 marzo 2021, posticipata poi al 31 marzo per gli Stati Uniti.
Nel novembre 2020, The Hollywood Reporter ha rivelato che era stata presa in considerazione un'uscita in streaming per il film. Netflix aveva offerto $200–250 milioni per i diritti del film, ma WarnerMedia rifiutò l'accordo in favore della sua distribuzione su HBO Max.

## Accoglienza

### Ascolti
Dopo il fine settimana di apertura, Warner Bros. ha affermato che il film ha avuto "il pubblico più vasto di qualsiasi altro film o show su HBO Max sin dal lancio". Samba TV ha riferito che negli Stati Uniti oltre 3,6 milioni di famiglie hanno guardato almeno cinque minuti del film nei primi cinque giorni dalla distribuzione. Nel Regno Unito, distribuito in video on demand, è stato visto da 225.000 famiglie.

### Incassi
Il film ha incassato 100916094 $ in Nordamerica e 369200000 $ nel resto del mondo, per un incasso globale di 470116094 $, superando il budget e diventando il primo successo economico cinematografico del 2021.
Una settimana prima dell'uscita negli Stati Uniti, Godzilla vs. Kong è stato distribuito in 38 paesi nel mondo e ha esordito con un incasso di 123,1 milioni di dollari, rendendolo il miglior debutto cinematografico durante la pandemia di COVID-19.
In Cina ha incassato 21,5 milioni di dollari nel primo giorno, diventando il prodotto hollywoodiano con maggiori incassi dall'inizio della pandemia. Negli Stati Uniti e in Canada il film ha esordito con 9,6 milioni di dollari da 2409 sale, segnando il miglior incasso d'apertura durante la pandemia.

### Critica
A seguito della proiezione dell'anteprima del film il 21 marzo 2021, le prime recensioni sono state molto positive. Erik Davis di Fandango lo ha definito "fantastico" e con "grandi combattimenti, storia solida, cast forte e una colonna sonora davvero buona". Vinnie Mancuso di Collider scrive: "Ho visto Godzilla vs. Kong e la mia recensione è che guarderò questo film ogni giorno in cui sarà disponibile su HBO Max, alzando un po' il volume della televisione ogni volta".
Il film ha ricevuto recensioni e giudizi positivi. Il sito aggregatore di recensioni Rotten Tomatoes riporta che il 76% delle 393 recensioni professionali ha dato un giudizio positivo sul film, con un voto medio di 6,4 su 10 e il consenso: "Fedele al suo titolo, Godzilla vs. Kong spazza via lo sviluppo del personaggio e il dramma umano per offrire tutto lo spettacolo che ti aspetteresti tirato fuori dai mostri giganti." Su Metacritic il film ottiene un punteggio di 59 su 100, basato su 57 critiche, mentre CinemaScore gli ha dato come voto una "A", il voto più alto di tutti i film del Monsterverse finora.
Kate Erbland di IndieWire gli ha dato come voto B-, scrivendo: "Godzilla vs. Kong fa qualcosa di raro: offre una storia soddisfacente che può stare in piedi da sola, anche quando i suoi mostruosi eroi richiedono più esplorazione." Jordan Zakarin di The Observer ha scritto che "sia i fan ben studiati che i nuovi arrivati saranno ugualmente soddisfatti quando i due mostri più grandi e iconici della storia del cinema si affrontano in battaglie selvagge che minacciano di rifare la topografia dell'emisfero orientale."

### Primati
Il film ha segnato i seguenti primati cinematografici:
- Trailer della Warner Bros. più visto di sempre nel primo giorno di diffusione, con 25,6 milioni di visualizzazioni;[62]
- Contenuto più visto di sempre su HBO Max sin dal lancio della piattaforma;[3]
- Miglior incasso d'apertura mondiale durante la pandemia di COVID-19, con 123,1 milioni di dollari;[1]
- Miglior incasso d'apertura durante la pandemia negli Stati Uniti e in Canada, con 9,6 milioni di dollari;[2]
- Miglior debutto cinematografico al box office cinese per una produzione statunitense durante la pandemia, con 21,5 milioni di dollari.[83]

## Altri media

### Libri e fumetti
Sono stati realizzati due romanzi a fumetti prequel del film: Godzilla Dominion e Kingdom Kong. Il primo, narrato interamente dal punto di vista di Godzilla, è stato scritto da Gregory Keyes e illustrato da Drew Edward Johnson, e narra gli anni di dominio di Godzilla sulla terra appena dopo gli eventi di Godzilla II - King of the Monsters. Il secondo, narrato dal punto di vista di Kong, è stato scritto da Marie Anello e illustrato da ZID, e vede il Titano lottare contro Camazotz, kaiju risvegliato sull'Isola del teschio da un gruppo di piloti. Inizialmente previsti per il 30 marzo 2021, i fumetti sono stati pubblicati il 6 aprile 2021.
Il 6 aprile 2021 è stato pubblicato il romanzo del film, Godzilla vs. Kong: The Official Movie Novelization, anch'esso scritto da Gregory Keyes. Due libri illustrati per bambini, intitolati Kong & Me, dedicato a Kong e Jia, e Godzilla vs. Kong: Sometimes Friends Fight (But They Always Make Up), sono stati inoltre pubblicati da Insight Editions.
Insight Editions pubblicherà anche Godzilla vs. Kong: One Will Fall, The Art of the Ultimate Battle Royale, libro con i disegni del film e i dietro le quinte della sua realizzazione. È stato scritto da Daniel Wallace, con una prefazione del regista Adam Wingard.

### Videogiochi
Nell'agosto 2019, è stato annunciato che Disruptor Beam avrebbe sviluppato come tie-in un videogioco per dispositivi mobili basato sul film; di esso tuttavia non sono più state date ulteriori informazioni.
Il 6 aprile 2021 è uscito Godzilla vs. Kong: Alliance, gioco per iOS e Android sviluppato dallo studio indipendente Xadetechnologies.
Durante l'uscita del film, i personaggi di Godzilla e Kong sono stati inseriti nei videogiochi PUBG Mobile e World of Warships, come parte di eventi crossover.

## Merchandising
Sono stati realizzati numerosi oggetti di merchandising basati su Godzilla vs. Kong in occasione della sua uscita, tra cui giocattoli, magliette, felpe, borse, cuscini, e cover per cellulari.
Playmates Toys e Bandai hanno realizzato una linea di action figure basata sulle creature del film. Funko ha anche prodotto una serie di Funko Pop, anch'essa basata sulle creature protagoniste della pellicola.

## Sequel
Nel marzo 2022 venne annunciata la produzione di un sequel del film, con Wingard nuovamente alla regia e Dan Stevens come protagonista. Il 19 aprile 2023 esce il primo teaser trailer che svela il titolo ufficiale: Godzilla e Kong - Il nuovo impero (Godzilla x Kong: The New Empire), previsto per il 29 marzo 2024.